# Ronny Hornschuh
Pour les articles homonymes, voir Hornschuh.
Ronny Hornschuh, né le 2 février 1975 à Neuhaus am Rennweg, est un sauteur à ski allemand.

## Biographie
En 1992 et 1993, il est médaillé de bronze aux Championnats du monde junior à la compétition par équipes. En 1993-1994, il est deuxième de la Coupe continentale derrière son compatriote Ralph Gebstedt.
En janvier 1994, il fait ses débuts dans la Coupe du monde, à Liberec, terminant 25e pour marquer ses premiers points.
En 1998, après une onzième place à Zakopane, il franchit la barre du top dix en se classant huitième à Oslo.
Hornschuh réalise son bilan dans la Coupe du monde en 1998-1999, où après plusieurs top dix, il monte sur son premier et unique podium individuel à Harrachov, concours gagné par Janne Ahonen.
Il dispute sa dernière compétition internationale lors de la Tournée des quatre tremplins 2000-2001. Il ne reçoit aucune sélection pour des Championnats du monde ou Jeux olympiques.
Entraîneur de la Fédération allemande de ski en Thuringe à partir de 2010, il est appointé entraîneur dans l'équipe suisse en 2015 et encadre notamment Simon Ammann.

## Palmarès

### Coupe du monde
- Meilleur classement général : 26e en 1999.
- 1 podium individuel : 1 deuxième place.

#### Classements généraux
| Compet'/Année | Compet'/Année | Classement général | Classement général |
| ------------- | ------------- | ------------------ | ------------------ |
| Compet'/Année | Compet'/Année | Class.             | Points             |
| 1994          | 1994          | 68e                | 13                 |
| 1995          | 1995          | 63e                | 26                 |
| 1997          | 1997          | 56e                | 43                 |
| 1998          | 1998          | 35e                | 159                |
| 1999          | 1999          | 26e                | 197                |
| 2000          | 2000          | 62e                | 19                 |

### Championnats du monde junior
- Médaille de bronze par équipes en 1992 et 1993.